# Microsoft Plus!
Microsoft Plus! és un paquet de millores del sistema operatiu proporcionat per Microsoft, abandonat en favor de Windows Ultimate Extras amb el llançament de Windows Vista.. L'última edició és el Plus! SuperPack, que conté una gran varietat de protectors de pantalla, temes i jocs, així com aplicacions multimèdia. Microsoft Plus! va ser anunciat per primera vegada el 31 de gener de 1994 sota el nom clau de "Frosting".
Els Pack de Microsoft Plus! inclouen també jocs i continguts de terceres empreses, per exemple, en la versió de Windows XP, el joc HyperBowl creat per Hyper Entertainment Incorporated.

## Versions del producte

### Microsoft Plus! Per a Windows 95
Comercialitzat inicialment com a característica dels ordinadors d'alt rendiment de l'època; Microsoft Plus! per a Windows 95, incloïa una versió del joc Pinball Space Cadel, Internet Jumpstart Kit (Introducció de l'Internet Explorer 1.0), l'eina de compressió de discos DriveSpace 3, una versió preliminar dels temes d'escriptori, millores gràfiques de suavitzat en pantalla completa i arrossegament de finestres. A més, contenia un programador de tasques conegut en les versions recents de Windows com Agent del sistema. Els requisits mínims de l'ordinador per a poder executar el pack d'utilitats són una CPU 80386 amb 4 megabytes de RAM.

### Microsoft Plus! Per a nens!
Publicat el 1997, aquesta versió està dirigida als nens menors de 12 anys. Inclou tres aplicacions noves: Talk It!, un programa que diu el que l'usuari escriu traduint-ho de text a veu, Play It!, un teclat electrònic amb música i efectes de so, i Paint It!, un programa de gràfics. A més, cliparts, fonts, 10 nous temes d'escriptori, i controladors paterns per a l'Internet Explorer.

### Microsoft Plus! Per a Windows 98
La seqüela de l'original sèrie de millores del sistema operatiu, Plus! 98, inclou nous programes i eines per a Windows: temes d'escriptori i protectors de pantalla nous (a més dels de Plus! 95), salvapantalles 3D, i l'eina "alliberador d'espai en disc" al menú d'inici; la qual és actualitzada per a eliminar de forma eficient els arxius no utilitzats. S'incorporen els fitxers amb l'extensió .zip a l'explorador de Windows sota el nom de "carpetes comprimides". Nous jocs, com Microsoft Golf 98, i el popular Solitari Spider (inclòs al Windows Me, Windows XP i Windows Vista) s'incorporen al Plus! per a Windows 98. També es va afegir una versió Deluxe del reproductor de CD amb suport CDDB i una versió de Picture It!. Per acabar, Plus! 98 inclou McAfee Viruscan, junt amb un subministrament de sis mesos d'actualitzacions gratuïtes.

### Microsoft Plus! Game Pack: Cards & Puzzles
Aquest paquet va ser publicat per a Windows Millennium Edition, però es pot instal·lar en altres versions de Windows. Incloïa el Microsoft Entertainment Pack: The Puzzle Collection: una col·lecció de 10 jocs d'arcade i 12 de cartes. A més, la versió de prova de Microsoft Pandora's box.

### Microsoft Plus! Per a Windows XP
Microsoft Plus! Per a Windows XP es va publicar junt amb el sistema operatiu el 25 d'octubre de 2001. Aquesta versió de Plus! va ser creada per mostrar la capacitat de Windows XP; presentant actualitzacions claus de Windows Media Player i DirectX 3D. Les característiques del producte són els temes d'escriptori, els protectors de pantalla, els jocs, i els serveis al públic.
El Plus! Per a Windows XP inclou:
- Plus! Temes
- Plus! Protectors de Pantalla
- Plus! Comanda de veu per a Reproductor de Windows Media
- Plus! Personal DJ
- Plus! MP3 Converter
- Plus! CD Label Maker
- Plus! Millora d'altaveu
- Plus! Visualitzacions 3D per al Reproductor de Windows Media
- Plus! Skins per a Windows Media Player
- Plus! Hyperbowl
- Plus! Rusia Square
- Plus! Laberint

### Microsoft Plus! Digital Media Edition
La nova versió de Microsoft Plus va ser coneguda com a "Microsoft Plus! Digital Media Edition para Windows XP Media Center Edition". La Plus! Digital Media Edition va significar el primer cop que Microsoft va publicar un segon paquet de millores per a Windows basat en el mateix OS. Abans d'aquest moment, cada producte Microsoft Plus! s'havia creat només una vegada per a cada versió del sistema operatiu principal.
Publicat el 7 de gener de 2003, Plus! Digital Media Edition es basa en dos nous components per a Windows XP: el Windows Media Player 9 i el Windows Movie Maker 2. Aquesta versió del producte se centra més en aspectes d'utilitat per a fotos, música i pel·lícules en lloc de les característiques tradicionals de Plus! com temes, salvapantalles i jocs.
El Plus! Digital Media Edition inclou:
- Plus! Photo Story 2
- Plus! Parte Mode
- Plus! Analog Recorder
- Plus! CD Label Maker
- Plus! Ballarí
- Plus! Audio Converter
- Plus! Efectes i transicions per a Windows Movie Maker
- Plus! Alarm Clock
- Plus! Sleep Timer
- Plus! Skins para Windows Media Player 9 Series
- Plus! Sync & Go para Pocket PC

### Microsoft Plus! SuperPack per a Windows XP
El 19 d'octubre de 2004, Microsoft va unir els seus dos productes Plus! per al sistema operatiu Windows XP (Plus! Per a Windows XP i Plus! Digital Media Edition) en una sola versió anomenada Microsoft Plus! SuperPack per a Windows XP. No hi havia noves característiques o funcions afegides.

## Curiositats
- El Microsoft Plus! Digital Media Edition va ser el primer producte de Microsoft disponible per a la venda de forma electrònica (a través de distribuïdors minoristes en línia).
- Totes les versions orientades al consumidor de Windows, inclouen característiques de paquets Plus! per a versions anteriors. El Windows 98 va heretar algunes característiques de Plus! per a Windows 95. El Windows XP inclou Space Cadet 3D Pinball de Plus! 95 i característiques de Plus 98! com el solitari spider i les carpetes comprimides. El Windows XP Media Center Edition 2005 inclou alguns dels temes i protectors de pantalla de Microsoft Plus! Per a Windows XP, així com la majoria de les aplicacions de Microsoft Plus! Digital Media Edition.
- Si bé la instal·lació de Plus! està generalment limitada només a un determinat sistema operatiu per al que està dissenyada, és possible instal·lar Plus! 98 sobre Windows XP o Windows Vista usant el mode de compatibilitat de Windows 98. Això no funciona amb Plus! 95. Plus! Per a Windows XP també es pot instal·lar al Windows Vista sense utilitzar el mode de compatibilitat.